# ألبرت تشارلز جويس
ألبرت تشارلز جويس (بالإنجليزية: Albert Charles Joyce)‏ هو موظف مدني أسترالي، ولد في 22 مايو 1886 في ملبورن في أستراليا، وتوفي في 6 أكتوبر 1973 في Red Hill, Australian Capital Territory ‏ في أستراليا.